# Daniel Gomez (football, 1979)
Pour les articles homonymes, voir Gomez et Daniel Gomez.
Daniel Gomez, né le 16 mars 1979 à Thionville, est un footballeur français. Avant-centre de formation, il a ensuite évolué au poste de milieu offensif ou sur le flanc droit.
Il a pris sa retraite sportive en juillet 2017.

## Biographie
Formé au FC Thionville, il rejoint le FC Metz, où il ne parvient pas à s'imposer. Il part jouer en Belgique en signant un contrat de trois ans avec le club de l'Excelsior de Virton (Division 2). On peut dire que ce championnat lui convenait bien puisqu'il deviendra le meilleur buteur de cette équipe (et du championnat) en inscrivant 20 buts en 32 matchs lors de la saison 2001-2002, et 22 buts en 27 matchs lors de la saison 2002-2003.
Une performance qui attira l'attention d'un club de Division 2 allemande, l'Alemannia Aachen (Aix-la-Chapelle), dont l'ambition est de monter en Bundesliga. Aix-la-Chapelle ne parviendra pas à atteindre son objectif : il termine à la 4e place. Toutefois, il réussira l'exploit de se qualifier pour la Coupe UEFA en atteignant la finale de la Coupe d'Allemagne face au Werder Brême, champion d'Allemagne. Lors de sa deuxième saison sous les couleurs d'Aix-la-Chapelle, Gomez a donc eu la joie de fouler quelques pelouses européennes (notamment en Islande, en Grèce, en Espagne et en France, contre Lille) et même d'inscrire un but dans cette prestigieuse compétition contre l'AEK Athènes lors du match décisif pour la qualification en 8e de finale.
Au bout de cette campagne européenne, Gomez fut vendu à un autre club de Division 2 allemande également candidat à la montée en Bundesliga : le FC Energie Cottbus. Une saison couronnée de succès pour Gomez et Cottbus puisqu'ils pointèrent à la 3e place du classement final. Une 3e place synonyme de montée.
En août 2006, Gomez prit la décision de mettre un terme à son aventure à l'étranger et de rejoindre son pays natal et son club formateur, le FC Metz. Gomez jouera très peu avec le FC Metz. C'est ainsi qu'il sera prêté au MVV Maastricht (Division 2 Hollandaise) en janvier 2007 pour une durée de 6 mois. À la fin de ce prêt, il fut définitivement transféré au MVV Maastricht où il signa un contrat de 3 ans.
Fin juillet 2010, en fin de contrat, Gomez signe au Doxa Katokopias, club de Division 1 chypriote.
Pour la saison 2013 - 2014, il rejoint le club du RFC Messancy, en première provinciale luxembourgeoise belge. Ce club ne lui est pas totalement inconnu car c'est un de ses anciens coéquipiers de Virton qui en est l'entraîneur  : Mario Machado.
Après des saisons aux ROC Meix et au RUS Ethe, Daniel Gomez mettra fin à sa carrière en 2017.

## Carrière
| saison  | club                   | pays            |
| ------- | ---------------------- | --------------- |
| 1995-96 | FC Metz                | France          |
| 1996-97 | FC Metz                | France          |
| 1997-98 | FC Metz                | France          |
| 1998-99 | FC Metz                | France          |
| 1999-00 | FC Metz                | France          |
| 2000-01 | FC Metz                | France          |
| 2001-02 | Royal Excelsior Virton | Belgique        |
| 2002-03 | Royal Excelsior Virton | Belgique        |
| 2003-04 | Alemannia Aachen       | Allemagne       |
| 2004-05 | Alemannia Aachen       | Allemagne       |
| 2005-06 | Energie Cottbus        | Allemagne       |
| 2006-07 | FC Metz MVV Maastricht | France Pays-Bas |
| 2007-08 | MVV Maastricht         | Pays-Bas        |
| 2008-09 | MVV Maastricht         | Pays-Bas        |
| 2009-10 | MVV Maastricht         | Pays-Bas        |
| 2010-11 | Doxa Katokopia         | Chypre          |
| 2011-12 | AS Jeunesse d'Esch     | Luxembourg      |
| 2012-13 | F91 Dudelange          | Luxembourg      |
| 2013-14 | Messancy               | Belgique        |
| 2014-15 | Messancy               | Belgique        |
| 2015-16 | ROC Meix               | Belgique        |
| 2016-17 | RUS Ethe               | Belgique        |

## Palmarès
- Finaliste de la Coupe d'Allemagne en 2004 face au Werder Brême (défaite 2-3)
- Meilleur buteur du championnat de Belgique D2 en 2002 (19 buts)